# Himmellegeme
Et himmellegeme er benævnelsen for et objekt i rummet; f.eks.:
- Asteroider
- Drabant (f.eks. Månen)
- Dværgplaneter
- Galakser
- Ildkugle
- Kometer
- Meteorer
- Neutronstjerner
- Planeter
- Satellitter
- Solen
- Stjernehobe
- Stjerner
- Stjernetåger